# Mailberg
Mailberg est une commune autrichienne du district de Hollabrunn en Basse-Autriche.